# Episodi di The Rookie (quinta stagione)
La quinta stagione della serie televisiva The Rookie è trasmessa in prima visione negli Stati Uniti d'America, sul canale ABC, dal 25 settembre 2022 al 2 maggio 2023.
In Svizzera la stagione è stata trasmessa dal 18 gennaio al 21 giugno 2023 su RSI LA1. 

In Italia la stagione è stata trasmessa dal 10 novembre 2023 su Rai 2.
| nº | Titolo originale       | Titolo italiano      | Prima TV USA      | Prima TV Svizzera |
| -- | ---------------------- | -------------------- | ----------------- | ----------------- |
| 1  | Double Down            | Il raddoppio         | 25 settembre 2022 | 18 gennaio 2023   |
| 2  | Labor Day              | Festa del lavoro     | 2 ottobre 2022    | 25 gennaio 2023   |
| 3  | Dye Hard               | Dye Hard             | 9 ottobre 2022    | 1º febbraio 2023  |
| 4  | The Choice             | La scelta            | 16 ottobre 2022   | 8 febbraio 2023   |
| 5  | The Fugitive           | Il fuggitivo         | 23 ottobre 2022   | 15 febbraio 2023  |
| 6  | The Reckoning          | Regolamento di conti | 30 ottobre 2022   | 22 febbraio 2023  |
| 7  | Crossfire              | Fuoco incrociato     | 6 novembre 2022   | 1º marzo 2023     |
| 8  | The Collar             | Il collare           | 4 dicembre 2022   | 8 marzo 2023      |
| 9  | Take Back              | Un passo indietro    | 4 dicembre 2022   | 15 marzo 2023     |
| 10 | The List               | L'elenco             | 3 gennaio 2023    | 29 marzo 2023     |
| 11 | The Naked and The Dead | Cattive vibrazioni   | 10 gennaio 2023   | 5 aprile 2023     |
| 12 | Death Notice           | Presagio di morte    | 17 gennaio 2023   | 12 aprile 2023    |
| 13 | Daddy Cop              | Ondata di calore     | 24 gennaio 2023   | 19 aprile 2023    |
| 14 | Death Sentence         | Sentenza di morte    | 31 gennaio 2023   | 26 aprile 2023    |
| 15 | The Con                | La truffa            | 14 febbraio 2023  | 3 maggio 2023     |
| 16 | Exposed                | Vulnerabilità        | 21 febbraio 2023  | 10 maggio 2023    |
| 17 | The Enemy Within       | Nemico interno       | 28 febbraio 2023  | 17 maggio 2023    |
| 18 | Double Trouble         | Doppio problema      | 21 marzo 2023     | 24 maggio 2023    |
| 19 | A Hole in the World    | Un buco nel mondo    | 28 marzo 2023     | 31 maggio 2023    |
| 20 | S.T.R.                 | Dinamiche sospette   | 18 aprile 2023    | 7 giugno 2023     |
| 21 | Going Under            | Copertura rischiosa  | 25 aprile 2023    | 14 giugno 2023    |
| 22 | Under Siege            | Sotto assedio        | 2 maggio 2023     | 21 giugno 2023    |

## Il raddoppio
- Titolo originale: Double Down
- Diretto da: Tori Garrett
- Scritto da: Alexis Hawley

### Riassunto
Come ricompensa per la sua eroica resistenza e il suo coraggio, a Nolan viene offerto un "biglietto d'oro", ovvero l'opportunità di scegliere il settore nella polizia di Los Angeles dove proseguire la carriera. I suoi colleghi hanno tutti dei suggerimenti differenti per lui, ma il Sergente Grey lo esorta a pensarci su prima di decidere. Mentre Bradford e Chen, nei panni dei rispettivi sosia Jake e Sava, continuano l'operazione sotto copertura con la banda di Roy Hajek, Nolan e Grey aiutano a mettere in sicurezza il tribunale per il processo a Rosalind Dyer voluto dal Vice Procuratore Distrettuale Sean Del Monte; ella viene scortata dallo sceriffo Suriel e lì è assistita dall'avvocato Beth Veston, ex compagna di liceo di Wesley. Sfruttando la scusa di doversi cambiare per potersi presentare in aula in tenuta civile, Rosalind e Beth con uno stratagemma eliminano lo sceriffo, la serial killer indossa gli abiti dell'avvocato ed evade mescolandosi alla folla. Grey raduna i cari degli ufficiali alla Divisione come protezione, mentre si scatena una massiccia caccia all'uomo. Tim e Lucy apprendono dell'evasione durante il volo diretto a Las Vegas; lui si accorge del suo turbamento e vanno in bagno per poter parlare liberamente: lui propone di interrompere la missione, ma Lucy gli assicura che, malgrado inizialmente la notizia l'abbia scombussolata, ora è di nuovo concentrata, e per non insospettire Hajek si baciano una seconda volta in modo passionale. I due si incontrano con Lopez e Thorsen in un casinò della città ed elaborano un piano per smantellare la banda; la copertura rischia di saltare a causa di una ex ragazza del sosia di Bradford. Fortunatamente, Lucy è in grado di abbattere gli uomini armati che irrompono nella loro camera d'albergo e di arrestarli. Dopo aver derubato e ucciso i genitori di Beth, Rosalind si finge tassista per condurre Chris di ritorno nell'appartamento di Chen, gli taglia i polsi e lo lascia per morto sul divano, per poi fuggire da Los Angeles facendo trovare a Nolan un videomessaggio in cui lo minaccia di far del male alle persone a lui care. Tim si complimenta con Lucy per l'eccellente prestazione sotto copertura e, tornati a L.A., la riaccompagna a casa; lei gli chiede se voglia entrare, lui non pensa che sia una buona idea ma poi accetta. Appena prima che i due possano affrontare i reciproci sentimenti l'una per l'altro, Chen scopre Chris in fin di vita.
- Guest star: Michael Trucco (Vice Procuratore Distrettuale Sean Del Monte), Dylan Conrique (Tamara Colins), Kanoa Goo (Chris Sanford), Arjay Smith (James Murray), Angel Parker (Luna Grey), Brent Huff (agente Quigley Smitty), Annie Wersching (Rosalind Dyer), Juan Javier Cardenas (Lyon), Susan Chuang (Capo Coleman), Chastity Dotson (Sceriffo Megan Suriel), Caitlin Carver (Melanie), Vincent Duvall (Capitano Duane Tovar), Lucy Walters (Beth Veston), J. P. Pitoc (Roy Hajek), Gretchen Klein (Nicole Veston), KB Holland (Wisco), Jerome Beck (Dayvion Mosby), Megan McGown (reporter).
- Ascolti USA: telespettatori 3 360 000[3]
- Ascolti Italia: telespettatori 678 000 – share 3,40%[4]

## Festa del lavoro
- Titolo originale: Labor Day
- Diretto da: Rob Seidenglanz
- Scritto da: Elizabeth Davis Beall

### Trama
Chris si riprende dalle ferite. A Lucy viene proposto di partecipare a un corso per agenti sotto copertura presso una scuola specializzata a San Francisco, ma è titubante nonostante l'incoraggiamento delle persone a lei più vicine. Nolan supera brillantemente l'esame da istruttore ed è previsto che frequenti un corso di certificazione; come prova, Grey gli consente di supervisionare Thorsen per far sì che termini il proprio addestramento, dato che Harper è in maternità. I due rispondono a una chiamata per un assegno assistenziale e scoprono il cadavere di un vice sceriffo. L'indagine che ne deriva rivela che il vice e un gruppo di suoi colleghi hanno lavorato sotto copertura per catturare degli spacciatori, ma invece hanno preso i soldi da quelli che avrebbero dovuto arrestare. La vittima ha conservato registrazioni delle proprie interazioni con i suoi colleghi, le quali confermano la corruzione. Harper, vicina alla data del parto, dovrebbe stare a riposo, ma diventa sospettosa dei loro vicini. Una volta che si sentono colpi di pistola, Smitty arriva e indaga, ma non trova alcuna prova delle sue affermazioni. Harper in seguito vede i vicini infilare un cadavere nel bagagliaio di un'auto e riferisce i suoi sospetti a Grey. La notte in cui dovrebbe partorire, i vicini irrompono in casa sua e uno di loro si accorge di James proprio mentre arriva Grey. Harper riesce ad affrontare da sola il secondo uomo e dà alla luce una bambina, venendo raggiunta dai colleghi che le fanno le congratulazioni. Per via dell'indagine sul vice sceriffo, Nolan afferma di non aver insegnato molto a Thorsen, ma questi gli assicura che la sua tattica è stata vantaggiosa.
La sorella di Bradford sta valutando offerte di acquisto per la loro casa d'infanzia, che hanno messo in vendita, e confessa al fratello di star divorziando dal marito e di avere intenzione di stabilirsi a Los Angeles. Tim si presenta da Lucy per discutere del corso per agenti sotto copertura (è stato Chris a chiamarlo affinché la convinca), le dice che ciò che è accaduto a Chris non è colpa sua e che dovrebbe approfittarne; lei gli domanda se voglia allontanarla da lui visti i momenti di intimità vissuti nel corso della missione, ma lui replica di no.
- Guest star: Arjay Smith (James Murray), Kanoa Goo (Chris Sanford), Michael Trucco (Vice Procuratore Distrettuale Sean Del Monte), Peyton List (Gennifer Bradford), Lily Knight (dottoressa Roberts), Fiona Rene (detective Misha Porter), Brent Huff (agente Quigley Smitty), Jesse Luken (Walt Lindbeck), Danny Vasquez (Abel Lawton), Chelsea Alden (Mandy), Laith Wallschleger (Simon Ayer), Chris Grant Wenchell (Rick Croyer), Altin Axel (Garrett Patel), Dion Lamarr Harvey (Deadlift), Moses Munoz (Victor), Noah Baron (tecnico dell'allarme).
- Ascolti USA: telespettatori 2 930 000[5]
- Ascolti Italia: telespettatori 589 000 – share 3,40%[4]

## Dye Hard
- Titolo originale: Dye hard
- Diretto da: Bethany Rooney
- Scritto da: Natalie Callaghan

### Trama
Un mese dopo, Nolan ha superato la sua certificazione da agente istruttore, Lucy ha terminato il suo corso sotto copertura e Harper è tornata al lavoro dopo la nascita della figlia Leah. Chris, ancora convalescente, si è iscritto a un gruppo online chiamato "Dye Hards" che dà la caccia a Rosalind e chiede a Lucy di leggerne i messaggi e avvertire la Polizia. A Nolan è assegnata la sua prima recluta, Celina Juarez, uscita a pieni voti dall'Accademia e ansiosa di cominciare, la quale mostra un approccio alternativo e poco ortodosso al lavoro investigativo: infatti crede fermamente nei presentimenti, nelle sensazioni, nei sogni, nell'astrologia e brucia essenze di erbe. Il loro rapporto parte col piede sbagliato proprio perché lei fa accostare un'auto, guidata da un'anziana, percependo un' "aura oscura"; il bagagliaio rivela all'interno un tappeto macchiato di sangue ma, dato che esso è stato rinvenuto in modo illecito, non può reggere in tribunale. Nolan esprime a Juarez la propria contrarietà, tentando di spiegarle che i poliziotti non devono affidarsi solo all'istinto, devono basarsi sull'esperienza e sulle regole, ed entrambi ricevono rimproveri anche da Bradford, Grey e Harper. Il tappeto risulta collegato alla scomparsa, di tre giorni prima, di una donna, Jill Baskin, di cui si sta occupando Harper; per rimediare al comportamento di quella mattina, Nolan e Celina affiancano lei e Lopez nel pedinare il presunto rapitore, Tyler Harvin, che però fugge. Mentre riesamina le prove, Celina ha una visione su dove potrebbe essere tenuta Jill. Nolan decide di darle una seconda chance avendo constatato che ha avuto ragione sulla macchina, e i due perquisiscono una proprietà nel bosco, trovando Jill e soccorrendola; la recluta insegue Harvin che poi la coglie di sorpresa alle spalle iniziando una colluttazione, prima che Nolan riesca a localizzarla e ad arrestare l'uomo. Lui e Grey riconoscono il coraggio di Celina per aver affrontato il rapitore da sola, e Nolan le comunica che non verrà licenziata; leggendo il suo fascicolo, ha capito il motivo del suo approccio alternativo: sua sorella minore fu rapita dal cortile di casa quando lei aveva nove anni; dopo tre settimane di ricerche vane, la madre assunse un sensitivo che riuscì in ciò in cui i poliziotti avevano fallito. Lucy va di pattuglia da sola e segnala alla Centrale la presunta occupazione abusiva di un magazzino; entrando per controllare, viene rinchiusa in una delle stanze. Fortunatamente, Bradford e Thorsen arrivano a liberarla. Sfogliando le chat del gruppo online "Dye Hards", Lucy ha un'illuminazione ricordando di aver sentito pronunciare da Rosalind al processo una frase scritta da un utente; insieme a Chris si reca alla sede dell'FBI di Los Angeles, spiegando agli Agenti Speciali Stensen e Garza di sospettare che la serial killer sia effettivamente membro del gruppo. L'indirizzo IP viene rintracciato a Seattle, nella casa dei coniugi Phyllis e Raymond Hayman, che l'FBI rinviene morti; su una parete un messaggio scritto col sangue recita "Avrete più fortuna la prossima volta", un chiaro indizio che dietro ci sia ancora Dyer.
- Guest star: Britt Robertson (Laura Stensen), Felix Solis (Matthew Garza), Kanoa Goo (Chris Sanford), Dylan Conrique (Tamara Colins), Lisseth Chavez (agente Celina Juarez), Brent Huff (agente Quigley Smitty), Julian Zane Chowdhury (Pavi), Kunal Shetty (Agente Speciale dell'FBI Miller), Danielle Kennedy (Trudie Harvin), Katie Foster (Jill Baskin), Brett Metter (Tyler Harvin).
- Ascolti USA: telespettatori 3 120 000[6]

## La scelta
- Titolo originale: The Choice
- Diretto da: Bill Roe
- Scritto da: Fredrick Kotto

### Trama
Rispondendo a una presunta emergenza medica presso una vecchia casa, Bailey cade in un inganno ordito da Rosalind: precipita in un serbatoio nel pavimento di una stanza, riuscendo comunque ad avvisare Nolan. Il Dipartimento di Polizia e quello dei Vigili del Fuoco convergono immediatamente sul luogo, rendendosi conto che l'operazione per liberarla sarà molto impegnativa dato che il perverso piano elaborato da Dyer è intricato e include altri ostacoli, tra i quali punte di ferro che spuntano dal fondo del serbatoio e soprattutto l'acqua che inizia a riempirlo, rischiando di far annegare Bailey. Non possono nemmeno tirarla fuori dall'alto poiché la grata all'estremità è circondata di trappole esplosive, che ucciderebbero lei e le persone intorno se essa venisse svitata. Mentre gli altri cercano un modo per aggirare gli ostacoli, Nolan riceve una chiamata da Rosalind che gli chiede di incontrarsi un'ultima volta, da soli: gli ordina di togliersi l'attrezzatura e la pistola, sbarazzarsi del cellulare e salire su una station wagon, e se avvertirà qualcuno Bailey morirà. Lui acconsente e inizia a guidare seguendo le sue indicazioni attraverso il bluetooth, anche se è in grado di lasciare indizi ai colleghi. Il supporto aereo del LAPD lo individua entrare in un parcheggio sotterraneo, ma poi lo perde poiché Rosalind gli fa cambiare veicolo. Nel frattempo, Harper, Lopez e Thorsen insieme alla sede locale dell'FBI risalgono a chi ha acquistato i materiali serviti per costruire le trappole: si tratta di un certo Jeffrey Boyle, il nuovo accolito di Dyer, il quale li ha depositati in un magazzino; qui, i tre lo inseguono ma lui innesca esplosivi che lo fanno esplodere. Conoscendo ora il funzionamento delle trappole, la squadra di soccorso disarma le restanti, anche se è necessario attivare l'ultima per salvare Bailey, ormai priva di sensi. Nolan giunge al punto d'incontro con Rosalind, un'abitazione in affitto dove lei ha allestito una cena per loro due. Il suo piano perverso prevede infatti che Nolan, per salvare la donna amata, si macchi del suo omicidio: lei lo stuzzica sulla sua nobiltà d'animo dicendogli che se la ucciderà diventerà un eroe, un martire, e che sa benissimo che è ciò che vuole; per persuaderlo maggiormente, gli mostra l'acqua che ha sommerso il serbatoio, allora lui, credendo Bailey morta, impugna la pistola puntandogliela contro, ma non riesce a infrangere la propria morale e a ucciderla, decidendo invece di arrestarla. Nel momento in cui la sta scortando all'auto per portarla in Centrale, un tiratore sconosciuto spara un solo colpo alla tempia di Rosalind che la uccide all'istante. La Polizia arriva alla casa e Nolan riabbraccia con sollievo Bailey. Finalmente l'incubo rappresentato dalla diabolica serial killer è finito.
- Guest star: Britt Robertson (Laura Stenson), Kevin Zegers (Brendon Acres), Annie Wersching (Rosalind Dyer), Lisseth Chavez (agente Celina Juarez), Thomas Dekker (Jeffrey Boyle), Brent Huff (agente Quigley Smitty), Melissa Marty (Kayla), Freya Adams (Tracy Urteaga), Paul Lacovara (Chad).
- Nota. Questo episodio rappresenta la prima parte di un crossover che si conclude nell'episodio Per cosa morire della serie The Rookie: Feds; inoltre, è anche l'ultimo in cui compare Annie Wersching nei panni della serial killer Rosalind Dyer, nonché ultimo ruolo sullo schermo prima della sua morte.
- Ascolti USA: telespettatori 3 080 000[7]

## Il fuggitivo
- Titolo originale: The Fugitive
- Diretto da: Cherie Nowlan
- Scritto da: Diana Mendez Boucher

### Riassunto
Nolan e Juarez rispondono a una chiamata per un incidente stradale, ma l'autista della macchina fugge dall'ambulanza all'arrivo all'ospedale; egli è identificato come Rob Lukasey, colpevole di un'irruzione domestica a West Hollywood nel corso della quale ha ucciso una donna, il cui marito lo ha ferito per legittima difesa. L'ospedale viene isolato, con agenti a ogni piano per sorvegliare ingressi e uscite, allo scopo di catturarlo; per tentare di eludere i controlli, egli si traveste da medico per poi prendere Celina in ostaggio. Lei è in grado di metterlo k.o. iniettandogli morfina fingendo che sia un antibiotico per trattare le sue ferite. Alla fine spiega a Nolan che la ragione per cui non le piacciono gli ospedali è che le ricordano sua sorella: dopo il ritrovamento ha resistito tre settimane prima di morire, e lei si recava a farle visita ogni giorno. Bailey rientra al lavoro dopo il trauma della trappola di Rosalind Dyer e confida a Nolan di aver sfiorato la morte già altre due volte in precedenza, ma non si è mai sentita così amata e desiderata come lo è con lui ora, sorprendendolo con una proposta di matrimonio che lui accetta. Mentre collabora alle ricerche, Bradford viene ricoverato per i postumi di una vecchia ferita da proiettile: un frammento di esso, risalente a qualche anno prima, si è spostato vicino alla colonna vertebrale perciò è necessario ridurre gli sforzi fisici per evitare di peggiorare la situazione; tuttavia, dopo che Bradford ha una colluttazione con il ricercato, il rischio di rimanere paralizzato aumenta e il medico deve operarlo d'urgenza. La sua ragazza Ashley gli chiede di valutare la possibilità di andare in pensione anticipata. Nello stesso ospedale finisce anche Grey con sintomi di un'intossicazione alimentare, lasciando la stazione Mid - Wilshire sotto il comando di Smitty. Harper suggerisce a Lucy di assumerne lei la direzione, dato che Smitty è incapace, ma Lucy ha difficoltà a farsi rispettare. Alla fine riesce comunque a far funzionare tutto malgrado la stazione abbia ridotto di metà il personale, ricevendo le lodi di Bradford e di Grey. L'intervento di Tim ha successo e secondo il medico avrà una ripresa completa, ma Ashley rompe con lui perché si è resa conto di non poter reggere i pericoli del suo lavoro; lui rassicura Lucy che si era preoccupata, e lei si siede accanto al suo letto per tenergli compagnia. Lopez trova la madre a terra davanti alla propria porta di casa: è stata aggredita e colpita alla testa da qualcuno che prima di scappare le ha detto che uno dei suoi figli dovrebbe stare attento. Angela non può indagare personalmente per via del coinvolgimento diretto, quindi è Harper a occuparsene; Lopez convoca i propri fratelli affinché la collega possa interrogarli per capire quale potrebbe avere più nemici, anche se nessuno di loro ammette di conoscere dettagli sull'aggressore. Più tardi, si scopre che il maggiore, Damian, ha tradito la propria vocazione di sacerdote con la moglie dell'ex membro di una gang impiegato presso la propria chiesa, e lui rivela alla sorella che è da un po' che si sente in crisi. L'altro fratello, Benny, si è indebitato con uno strozzino al quale si è rivolto a seguito di versamenti di denaro in Borsa; il delinquente ha mandato un suo scagnozzo ad aggredire la signora Lopez perché Benny non riusciva più a pagare. Harper e Lopez arrestano entrambi, e alla fine dell'episodio si mostra una cena di famiglia con anche Wesley.
- Guest star: Lisseth Chavez (agente Celina Juarez), Helena Mattsson (Ashley McGrady), Rose Portillo (Emilia Lopez), Julio Macias (Damian Lopez), Cristian Gonzalez (Benny Lopez), Shiloh Fernandez (Cruz Lopez), David Burke (medico), Brent Huff (agente Quigley Smitty), Marnee Carpenter (Danielle Vonderclomp), Cody John (Rob Lukasey), Jan Janssen (agente Jan), Roy Williams (Greg), Maurice Hall (Jasper Lee), Xavier Jimenez (Bone), Alan Pontes (Carmody), David Piggott (Richie), Sashleigha Hightower (dottoressa Green).
- Ascolti USA: telespettatori 3 400 000[8]

## Regolamento di conti
- Titolo originale: The Reckoning
- Diretto da: Larne Olabisi
- Scritto da: Leland Jay Anderson

### Trama
A Halloween, Nolan e Juarez intervengono in un diverbio sui soldi in una banca, che poi si scopre essere stata bruciata a seguito di una rapina. La stessa Celina sospetta che i soldi, rinvenuti in un cassonetto, siano maledetti dopo che la donna, Macy Tompkins, conosciuta in banca, viene trovata morta in un appartamento di lusso. Harper e Lopez avviano un'indagine in collaborazione con la DEA dopo che un loro Agente riferisce che il denaro apparteneva una volta al trafficante di droga Winslow Harris. Juarez ha un altro sogno dal quale deduce che Harris partirà in barca, cosa che l'agente della DEA conferma dai loro casi più vecchi; insieme a Nolan e Juarez, arrestano Harris al porto turistico, e lui spiega di aver ucciso il partner dell'agente per sbaglio. L'insonnia di Celina compromette i suoi riflessi sul lavoro e lei chiede ospitalità a Nolan e Bailey, riuscendo ad addormentarsi ascoltando i loro battibecchi. Questi ultimi giocano a sfidarsi avendo stabilito che il vincitore potrà scegliere la location del matrimonio. Harper viene informata da James che i loro vicini hanno annullato il "dolcetto o scherzetto" con la figlia Lila in quanto non approvano che Harper possieda una pistola; lei propone di invitarli a cena, ma quando rifiutano anche questo invito sostenendo che loro frequentino dei delinquenti, Lila dice che non deve per forza essere amica della loro figlia, e si reca a fare "dolcetto o scherzetto" con Harper e James. Mentre aiuta una giovane regista con alcuni oggetti di scena, Bradford perde la sua radio; la regista la restituisce a Chen, che manda Bradford e Thorsen a cercarla in giro per la città. Alla fine gliela restituisce, sperando di averlo aiutato a superare la rottura con Ashley, e lui dice che l'ha fatto. Wesley e il Vice Procuratore Sean Del Monte procedono con il caso contro Elijah Stone, anche se il primo è preoccupato per l'imminente interrogatorio. Egli apprende che l'avvocato che difenderà il criminale è una sua ex compagna di college nonché ex fidanzata, Monica Stevens: una donna dai capelli rossi, intelligente, arrivista e senza scrupoli che tenta di ritrarre sia lui che il LAPD come incompetenti e fa di tutto per mettere in difficoltà lui e Lopez, tanto che Wesley è costretto a rivelare alla moglie i trascorsi con Monica: sono stati fidanzati per un anno, la relazione è terminata perché lui l'ha tradita con una collega e anche perché avevano ambizioni diverse, e lui si era reso conto di essere infelice. Più tardi, assicura ad Angela di non essere più l'uomo del passato e che la ama. Malgrado gli avvertimenti sulla personalità manipolatoria di Stone, Monica ricatta Del Monte affinché faccia cadere le accuse contro il proprio cliente. All'uscita dell'ufficio, Elijah minaccia Wesley dicendo che non riusciranno a liberarsi di lui.
- Guest star: Jack Tapper (se stesso), Jake Tapper (se stesso), Lisseth Chavez (agente Celina Juarez), Bridget Regan (Monica Stevens), Michael Trucco (Vice Procuratore Distrettuale Sean Del Monte), Kanoa Goo (Chris Sanford), Arjay Smith (James Murray), Brandon Jay McLaren (Elijah Stone), J. August Richards (Xavier Lind), Carsyn Rose (Lila Town), Kasey Landoll (Chloe), Walter Perez (Winslow Harris), Luciana Faulhaber (Macy Tomkins), Maggie Carney (direttore).
- Ascolti USA: telespettatori 3 520 000[9]

## Fuoco incrociato
- Titolo originale: Crossfire
- Diretto da: Jon Huertas
- Scritto da: Glen Mazzara

### Trama
Nolan e Juarez assistono all'omicidio di un uomo da parte di una donna bionda; identificato come il dottor Alvin Mitchelsen, i due constatano che era già morto prima del colpo di pistola. La causa del decesso risulta accoltellamento, ma l'esame medico - legale stabilisce che prima è stato anche avvelenato. L'ex paziente che gli ha sparato ammette di averlo fatto perché per colpa del medico suo padre era diventato dipendente dagli oppioidi; la moglie del dottore riferisce agli agenti che il marito aveva problemi cardiaci. Nolan e Juarez deducono che in realtà è stata proprio lei a ucciderlo attraverso il veleno. Bradford e Thorsen rispondono a un reclamo per schiamazzi e conoscono una madre che esprime loro la propria preoccupazione per il figlio Tabin, temendo che possa prendere una brutta strada come la sorella Vina, entrata a far parte della violenta gang femminile "Double R" guidata da una ragazza di nome Shana Quelli. Harper e Lopez stanno indagando sul gruppo in merito alla morte del proprietario di un negozio di liquori, e chiedono a Lucy di infiltrarvisi sotto copertura; quest'ultima è in grado di guadagnarsi la fiducia di Shana, mentre Tabin viene momentaneamente riunito alla sorella. Durante il recupero crediti, Shana allude al fatto che Vina abbia ucciso la vittima, e la ragazza viene arrestata sui gradini di casa. Elijah Stone avvia un'azione legale contro il Dipartimento di Polizia di Los Angeles, e specificamente nei confronti di Wesley, Lopez, Nolan, Grey e Harper per la loro partecipazione nella liberazione di Lopez dalle grinfie de "La Fiera". Inoltre, richiede un ordine restrittivo contro Wesley e pretende che egli si scusi con lui pubblicamente, davanti alla stampa; lui malvolentieri lo fa.
Nel frattempo, Bailey si sente "fuori centro" da quando ha chiesto a Nolan di sposarla, e John non sa come aiutarla a stare meglio; consigliata da Celina e dalle sue doti da sensitiva, Bailey pensa di modificare arredamento e disposizione dei mobili. Alla fine, Nolan si rende conto che il disagio della fidanzata è dovuto all'assenza di oggetti propri nell'abitazione, e decidono quindi di passare a casa di Bailey a prenderne alcuni e portarli lì.
- Guest star: Lisseth Chavez (agente Celina Juarez), Brandon Jay McLaren (Elijah Stone), Jacqueline Obradors (signora Mitchelssen), Brigitte Kali Canales (Shana Quelli), Nicole Chanel Williams (Vina Cordon), Elijah M. Cooper (Tabin Cordon), Jean Paul San Pedro (autista), Brianna Brown (Abby), Cherinda Kincherlow (Althea Cordon), Jan M. Janssen (agente Jan), Brandon McShane (Dirk), Lewie Bartone (Kenny), Emanuel Loarca (Omar).
- Nota. Questo episodio è diretto dall'attore Jon Huertas, che è stato co - protagonista della serie Castle, trasmessa dal 2009 al 2016 dalla ABC, accanto a Nathan Fillion.
- Ascolti USA: telespettatori 3 020 000[11]

## Il collare
- Titolo originale: The Collar
- Diretto da: Robert Bella
- Scritto da: Paula Puryear

### Trama
Nolan e Juarez vengono superati da un'auto in corsa guidata da una donna, Pam Winfield; tentano di farla accostare, ma scoprono che ha al collo un collare esplosivo, e lei afferma che un uomo l'ha costretta a indossarlo e le ha ordinato di guidare o l'avrebbe fatta esplodere. La Polizia la conduce in uno spazio aperto, gli artificieri provano a liberarla ma la bomba esplode non appena lei cerca di aprire la portiera, uccidendola. Bradford e Chen scoprono un altro uomo con un ordigno al collo: questa volta, fortunatamente, egli è capace di toglierlo utilizzando un paio di cesoie da giardino. Egli identifica il responsabile come Richard Dorner, un collega impiegato presso la stessa compagnia petrolifera sua e di Pam, aggiungendo che il motivo delle sue azioni deriva dalla morte della sorella Susan, avvenuta mentre si trovava all'estero ed era stata rapita; la compagnia aveva negoziato, senza successo, il suo rilascio, rifiutandosi di pagare il riscatto. Nolan, Celina, Harper, Lopez e Thorsen arrestano Dorner, che non oppone resistenza, accennando a una terza e ultima bomba; l'obiettivo è il CEO della società Henry Parsons, che Dorner vuole che si scusi in diretta streaming. La Polizia evacua l'edificio e Nolan si impegna a disinnescare l'ordigno. Parsons si scusa, ma Celina intuisce che Dorner ne desidera comunque la morte e dice a Nolan di tagliare il filo rosso (invece che quello verde), che si rivela quello giusto. Thorsen esprime a Grey la volontà di diventare detective e quest'ultimo lo affianca a Harper e Lopez affinché inizi a fare esperienza: le due gli affidano il caso del ritrovamento di alcuni resti nei L.A. Brea Tar Pits, limitandolo a porre soltanto cinque domande per giungere alla soluzione.
Nel frattempo, Nolan e Bailey iniziano a pensare alla destinazione del viaggio di nozze, anche se non hanno ancora scelto nemmeno la data, e Celina si convince che la casa sia infestata per via di un rumore sommesso che si sente di notte. Bailey è intenzionata a individuarne la fonte, e più tardi mostra a Nolan di aver catturato un cucciolo che crede essere di cane; in realtà è un piccolo coyote, era lui a grattare nell'intercapedine.
Wesley deve accompagnare il figlio Jack dal pediatra a sottoporsi alle vaccinazioni ed è preoccupato che il bambino associ il dolore delle punture a lui, così riempie il salotto di giocattoli per conquistarlo, e Angela poi gli rivela che il proprio segreto in quelle occasioni è un buon gelato.
Chris propone a Lucy di convivere e quindi di cercare una casa più grande, cogliendola alla sprovvista. Durante il giro di pattuglia con Bradford, Chris le manda continuamente foto di annunci e lei è costretta a confrontarsi con i sentimenti che prova per Tim (emersi già dal finale della quarta stagione). Quest'ultimo nota il suo turbamento e le domanda se lei sia innamorata di Chris, lei lo definisce fantastico ma si blocca prima di aggiungere altro; Tim le dice che lei merita qualcuno che ne valga la pena. Alla fine dell'episodio, lei lo raggiunge all'esterno della stazione e lui afferma che sembra evidente che tra lei e il fidanzato non stia funzionando, chiedendole se lo stia ancora frequentando soltanto per il senso di colpa per ciò che gli ha fatto Rosalind Dyer, aggiungendo di aver capito che lei si stia nascondendo in questa relazione sicura per paura. Lucy ammette che è vero, ha paura perché se decidesse di dare una chance a loro due, probabilmente rovinerebbe la storia più importante della propria vita, sostenendo che non valga la pena rischiare. Lui però replica che magari invece sì, e le chiede se le piacerebbe uscire a cena qualche volta; lei risponde subito affermativamente, rendendolo felice, per poi correggersi spiegando di voler prima chiudere con Chris nel modo giusto, pregandolo di chiederglielo nuovamente più avanti.
- Guest star: Lisseth Chavez (agente Celina Juarez), Kanoa Goo (Chris Sanford), Jed Rees (Richard Dormer), Mark Famiglietti (Henri Parsons), Tim Ransom (Creighton Mitchell), Leonora Pitts (Pam Winfield), Lak Rana (Krishna), Sharmita Bhattacharya (Uma), Anthony Molinari (artificiere Mike Durvitch), Judith Foster Thompson (Marianne Winfield), Garland Scott (guardia di sicurezza).
- Ascolti USA: telespettatori 3 750 000[12]

## Un passo indietro
- Titolo originale: Take Back
- Diretto da: David McWhirter
- Scritto da: Alexi Hawley

### Trama
Genny, la sorella di Bradford, si è trasferita a Los Angeles a seguito del divorzio; con l'aiuto di Nolan sta finendo di sistemare la nuova casa, quando si accorge di aver perso un braccialetto con ciondoli porta-fortuna. Lui si offre di aiutarla a recuperarlo, e contatta il proprietario della ditta di traslochi pensando che possano averlo rubato loro; il gioiello viene infine rinvenuto in un cassonetto dei rifiuti, gettato lì da Tyler, furioso con la madre per averlo separato dal padre.
A Chen e Thorsen è notificata una possibile effrazione di autoveicolo, e i due sorprendono un ragazzo coperto di vernice blu che impersona un abitante di Pandora, il pianeta del film Avatar. Nolan e Juarez inseguono e arrestano un giovane, Ryan Davis, che ha appena derubato una gioielleria. Più tardi, egli viene trovato incosciente nella cella di custodia temporanea della stazione e, malgrado gli sforzi dei medici, muore in ospedale per la rottura della milza. Bradford comunica a Celina che ci sarà un'indagine interna per determinare se lei abbia avuto qualche responsabilità nel decesso e le regole impongono che non possa indossare l'uniforme finché la situazione non sarà chiarita, e dovrà anche consegnare distintivo, pistola e bodycam. Nolan, in quanto membro del sindacato della Polizia, la supporta durante l'interrogatorio da parte di Wesley e Chris, anche se lei dubita di se stessa. Nolan le dice di aver subìto lo stesso anni prima (aveva sparato e ucciso un uomo che gli puntava contro una pistola), lei gli chiede come l'ha superato e lui risponde di esserci riuscito concentrandosi sul bene che compie ogni giorno. L'autopsia su Davis e i filmati delle telecamere della stazione dimostrano l'innocenza di Celina (la milza si è spappolata nel corso della rissa avvenuta con altri detenuti), che può così rientrare in servizio attivo.
Grey e la moglie Luna volano a New York per andare a trovare la figlia Dominique che studia all'università lì: nel momento in cui lei non si presenta al loro appuntamento, iniziano a preoccuparsi e contattano il Dipartimento di Polizia, ma una detective locale afferma che è troppo presto per allarmarsi dato che non sono trascorse ventiquattro ore, ricordando al Sergente che il suo distintivo non ha valore nella Grande Mela. I due però non intendono aspettare e indagano per conto proprio, scoprendo dettagli sulla figlia di cui non erano a conoscenza, come ad esempio il fatto che abbia cambiato Facoltà da Finanza a Studi Umanistici, e che frequenti un gruppo di teatro sperimentale; la compagna di dormitorio riferisce che Dominique ha conosciuto degli amici loschi, e l'autista di Uber che l'aveva presa la sera precedente sembra collaborativo. Grey scorge un fanalino posteriore rotto (un trucco che aveva insegnato alla figlia) e deduce che l'ha rapita lui; seguendolo la salvano (i rapitori si rivelano due pregiudicati con precedenti per stalking), e Dominique informa i genitori di voler comunque restare a New York poiché ormai ha una propria indipendenza.
Lucy è decisa a rompere con Chris ma non sa come farlo senza ferirlo, perciò prova il discorso con Aaron, mentre Bradford le consiglia invece di essere diretta e di farsi "restituire il manuale" (un modo di dire utilizzato dai poliziotti quando vengono licenziati). Quella sera, lei si lascia sfuggire proprio le parole di Tim e Chris è colto alla sprovvista perché era convinto che tra loro andasse bene (dato che stavano anche cercando casa), ma si rende conto che lei non lo ama e se ne va. Subito dopo, Lucy torna alla Centrale per informare Tim che tra lei e Chris è finita e lo spinge a domandarle nuovamente ciò che le aveva chiesto la volta precedente, allora lui la invita ufficialmente a uscire a cena e lei accetta.
- Guest star: Lisseth Chavez (agente Celina Juarez), Kanoa Goo (Chris Sanford), Angel Parker (Luna Grey), Peyton List (Gennifer Bradford), Matthew Alan (Ryan Davis), Jade Payton (Dominique Grey), Troy Leigh - Anne Johnson (Marta), Kayli Tran (Gertrude), Wilmer Calderon (Ralph Stevens), Shelli Boone (Detective Olivia Terry), Jennifer C. Holmes (ragazza di Ryan), Yan Feldman (dottor Hurley), Crystal Coney (infermiera Lisa), Monica Estrada (Antonia), Ricardo Felix Rojas (Emilio), Tom Sons (Mack).
- Ascolti USA: telespettatori 3 650 000[12]

## L'elenco
- Titolo originale: The List
- Diretto da: Robert Bella
- Scritto da: Vincent Angell

### Trama
Mentre si trova in banca con James per prelevare denaro, Harper riconosce un rapinatore seriale, Todd Shelf, che sta attuando un colpo insieme a tre complici; una dipendente, accortasi del reato, è in grado di attivare l'allarme silenzioso e la Polizia accorre sul posto. Dopo una sparatoria nella quale rimane ferita una giovane donna, il delinquente e uno dei soci scappano, ma poi Shelf lo abbandona. Poiché le rapine alle banche sono crimini di competenza federale, viene coinvolta l'FBI, perciò il LAPD lavora con Simone Clark e il suo superiore, l'Agente Speciale Carter Hope. Sembra che questa volta Shelf abbia agito in modo diverso dal solito: ha infatti fatto aprire 17 cassette di sicurezza, quando nelle precedenti rapine si accontentava di prendere solo contanti. Gli agenti riconducono un insolito flusso di denaro a un certo Taylor Barnes, il quale ammette di aver hackerato una lista di agenti del Bureau sotto copertura e di loro informatori da vendere al miglior offerente: era questa che Shelf cercava. Barnes viene ucciso da un colpo sparato da un cecchino prima che possa rivelare l'identità dell'acquirente. Bradford, Chen e i rinforzi accerchiano il complice lasciato indietro da Todd; lui prende un ostaggio, Bradford escogita un piano per distrarlo e lui viene arrestato. La terza complice (la giovane rimasta ferita nel corso della sparatoria in banca), Amy Wright, scappa dall'ospedale e si riunisce a Shelf. La coppia spinge l'autopattuglia di Bradford e Thorsen giù dal tetto di un parcheggio, lasciandola in bilico, ma i due riescono a salvarsi per un soffio. Poco dopo, Nolan e Juarez rinvengono Todd morto all'interno del pick-up che lui ed Amy avevano rubato.
L'episodio si apre con Tim e Lucy che, separatamente, scelgono l'outfit adatto al loro primo appuntamento romantico, facendo diverse prove davanti allo specchio. Giunti al ristorante, l'atmosfera è imbarazzata in quanto è la prima volta che vanno a mangiare insieme senza che sia legato al lavoro, e Lucy chiarisce di non voler affrettare le cose tra loro. Notando che Tim guarda spesso l'ingresso capisce che ha paura che entri qualcuno della Centrale e li scopra (le relazioni tra colleghi sono vietate dal regolamento). La serata è interrotta da una disputa tra lo chef e il cuoco che loro sono costretti a risolvere. La mattina seguente, al lavoro, tentano di pensare a scuse valide per giustificare la loro presenza, in contemporanea, nel ristorante più romantico della città; Grey li convoca nel suo ufficio e loro temono di essere stati scoperti, ma il Sergente vuole semplicemente esporre la propria ipotesi secondo cui Celina e Aaron potrebbero aver iniziato una frequentazione (dato che trascorrono molto tempo insieme), chiedendo a Tim e Lucy di parlare con loro per metterli in guardia sulle relazioni tra colleghi. Lei cede il compito a Nolan, mentre Bradford parla con Aaron: la conversazione lo fa riflettere sulla storia con Lucy. Il motivo per cui i due trascorrono così tanto tempo insieme è che giocano a Dungeons & Dragons e si sfidano.
Wesley accenna a Lopez la volontà di avere un altro figlio per dare un fratellino o una sorellina a Jack, ma lei non si sente pronta a ricominciare il ciclo di notti insonni e pannolini e a rinunciare nuovamente al lavoro di detective per la maternità (è cresciuta con quattro fratelli e ha dovuto litigare per tutto, al contrario di Wesley che è figlio unico); stringe comunque un compromesso con il marito per discuterne di nuovo di lì a due anni. Harper e James si presentano alla loro porta chiedendo loro di prendersi cura della piccola Leah nel caso capitasse loro qualcosa di grave, e Angela e Wesley assicurano che la tratterebbero come una figlia.
Nella scena finale dell'episodio, Tim e Lucy si ritrovano per un secondo primo appuntamento, questa volta a un chiosco di cibo vietnamita, anche se Lucy riconosce che quello ufficiale è stato quello della sera precedente perché è una storia più avvincente. Improvvisamente, Tim si accorge che un ragazzo sta scassinando un'auto nel parcheggio di fronte, mostra il distintivo e lui fugge. Lucy gli fa notare ridendo che molto probabilmente forzerà una macchina in un altro quartiere, lui lo sa ma afferma che allora lo arresterà un altro poliziotto, poi le si avvicina, le scosta una ciocca di capelli dal viso e dolcemente la bacia.
- Guest star: Niecy Nash - Betts (Simone Clark), James Lesure (Carter Hope), Arjay Smith (James Murray), Lisseth Chavez (agente Celina Juarez), Vincent Ventresca (Todd Shelf), Ashli Auguillard (Amy Wright), Jojo Nwoko (Taylor Barnes), Jack Mikesell (Roger Armistead), Kate Mines (Marjorie Smith), Chuck McCollum (Wayne), Alyssa Brayboy (Vanessa Greer), Nick Ricciardi (chef), Morgana Wise (receptionist), Aaron Laplante (cuoco).
- Note. In questo episodio compaiono i personaggi di Simone Clark e di Carter Hope, tra i protagonisti dello spin-off The Rookie: Feds; esso inizia un crossover che si conclude nel decimo episodio della prima stagione di The Rookie: Feds.
- Ascolti USA: telespettatori 4 690 000[13]

## Cattive vibrazioni
- Titolo originale: The Naked and the Dead
- Diretto da: Chi-Yoon Chung
- Scritto da: Steph Garcia

### Trama
Alla Centrale si presenta Damian, il fratello sacerdote di Lopez, denunciando la scomparsa di un ragazzo dal rifugio che gestisce. Lei e Harper assumono il caso e apprendono che il giovane è coinvolto nella gang di Quinlan Wright; insieme a Nolan e Juarez ispezionano un edificio abbandonato nella cui area si è agganciato il segnale del cellulare del ragazzo l'ultima volta, e vi rinvengono dei cadaveri murati, tra i quali quello di Mateo, impacchettati come in un bozzolo. Sembra chiaro che in città sia in corso una guerra tra due bande: le detective parlano con Moses Warden, rivale di Quinlan, che tuttavia nega di aver commesso qualche trasgressione; proprio in quel momento, arrivano gli uomini di Quinlan che aprono il fuoco nell'officina. Trovandosi a che fare con informazioni contradditorie, Harper e Lopez chiedono a Damian di portare in Centrale l'informatore della gang, Ricky, il quale dopo essere stato rassicurato che può fidarsi, rivela che Elijah Stone gli ha ordinato di informare le forze dell'ordine di una retata antidroga; ciò fa concludere che quest'ultimo abbia orchestrato una guerra tra gang allo scopo di riabilitare il proprio nome, infatti ne approfitta per eliminare i diretti avversari. Chen è incaricata di tenere l'Accademia dei Cittadini presso la stazione Mid - Wilshire e sospetta che una delle partecipanti, Kyra Cook, sia vittima di abusi domestici dopo che ella pone una domanda al riguardo; Lucy la convince ad andare in un rifugio per donne per quella sera, ma poi Kyra se ne va per un incidente con lo staff. La contatta nuovamente quando il fidanzato Oliver perde il controllo iniziando a urlarle contro: Lucy si precipita a casa loro, lotta con lui e lo arresta trovandosi però sotto tiro di Kyra, che le punta una pistola. Chen è in grado di dissuaderla dallo spararle, anche se deve comunque arrestarla.
Bailey non sa come comportarsi con i suoi affittuari, una simpatica coppia anziana che non paga l'affitto da sei mesi. Dopo aver optato per il provvedimento di sfratto, lei e Nolan scoprono che i due se ne sono andati portandosi dietro persino i mobili e le maniglie delle porte, allora Bailey decide di vendere la casa dato che il proprio futuro ormai lo immagina accanto a Nolan.
Bradford sostituisce temporaneamente l'allenatore di baseball del nipote Tyler (figlio di Genny) e viene aiutato da Lucy, la quale gli fa capire che i bambini devono sì divertirsi, ma anche avere un po' di disciplina.
- Guest star: Lisseth Chavez (agente Celina Juarez), Brandon Jay McLaren (Elijah Stone), Peyton List (Gennifer "Genny" Bradford), Julio Macias (Damian Lopez), Drew Fuller (Oliver Paoletta), Amanda Leighton (Kyra Cook), Dan Southworth (coach), Aaron Behr (Moses Warden), Al - Teron (Quinlan Wright), Harvey J. Alperin (Malcolm Walker), Samantha Futerman (giocatrice), Jason David (Tyler Bradford), Landon Gordon (Blake), Zachary William (Alex), Tacey Adams (Maeve Walker), Germain Arroyo (Ricky), Jon Snow (agente Nickerson), Dan Lippert (Dan), Jessica Lancaster (Celeste).
- Ascolti USA: telespettatori 4 030 000[14]

## Presagio di morte
- Titolo originale: Death Notice
- Diretto da: Tori Garrett
- Scritto da: Brynn Malone

### Trama
Grey informa Nolan che una vecchia conoscenza, Oscar Hutchinson, sarà trasferito dal carcere all'ospedale St. Stephen per donare un rene alla figlia in dialisi. Nolan e Juarez, non convinti della sincerità del suo gesto, lo tengono sotto stretta osservazione. L'incarico viene complicato dalla natura manipolativa ed egoista dell'uomo, che inventa qualunque stratagemma per ritardare l'intervento chirurgico e restare fuori di prigione più a lungo, e da diversi attentati alla sua vita da parte di vittime passate dei suoi crimini. Alla fine, Nolan, Celina, Bradford e Chen sventano un complotto che avrebbe impedito al chirurgo di effettuare l'operazione. Lopez trascina Harper nella sorveglianza di un socio di Elijah, e le due hanno un acceso diverbio poiché così l'operazione potrebbe essere compromessa, e di conseguenza anche il processo. Lopez scopre di essere incinta e successivamente si scusa con l'amica: sa di averle mentito e di aver messo in pericolo l'indagine, ma il pensiero di diventare nuovamente madre la destabilizza poiché non si sente ancora pronta a ripetere tutto (le notti insonni, i pianti). Infine, lo comunica a Wesley che ne è contento, aggiungendo di avergli prenotato una vasectomia.
Mentre Tamara ha capito che Lucy sta frequentando Tim, i due si rendono conto che il loro nascente legame sentimentale rischia di interferire con il lavoro, specialmente quando Grey li assegna ad andare di pattuglia insieme; lei lo sottopone, a sua insaputa, ad alcuni test per dimostrargli che la loro dinamica professionale è cambiata, e lui poi riconosce di non riuscire ad avere un atteggiamento obiettivo nei suoi confronti. Essendo le storie d'amore tra colleghi vietate dal regolamento del LAPD, le alternative sono o che si lascino, oppure che uno dei due si trasferisca: Lucy si offre in quanto attualmente non c'è un posto vacante di Sergente Supervisore, ma più tardi Tim si reca a parlare con Grey, spiegando che lui e Lucy si stanno frequentando da qualche settimana. Grey afferma di averlo intuito e per non creare problemi, lui non deve essere più il superiore di Chen. Al momento c'è un solo incarico libero, un impiego d'ufficio, ma Bradford replica che non gli importa e lo accetta comunque. La sera, a casa di Lucy, Tim le comunica che ora è il nuovo Sergente Giudiziario: in tal modo, potranno continuare a vedersi tutti i giorni e lei non è costretta a spostarsi in una stazione magari remota in cui le farebbero svolgere estenuanti turni notturni.
- Guest star: Kelly Clarkson (sé stessa), Lisseth Chavez (agente Celina Juarez), Bridget Regan (Monica Stevens), Dylan Conrique (Tamara Colins), Matthew Glave (Oscar Hutchinson), Brandon Jay McLaren (Elijah Stone), Molly C. Quinn (Ashley), Audrey Marie Anderson (dottoressa Charlene Bernard), Luke Jones (Sergio), Austin Woods (Duke), Todd Eric Andrews (Troy Hoffman / dottor Acker), Curtis Nelson II (Sergente Lambert), Marvin Telp (Rod Carmichael), Ryan Windish (Edward), Morgana Wise (infermiera), Victor Carrera (Serrano Rivers).
- Note. In questo episodio compare la conduttrice, attrice e cantante statunitense Kelly Clarkson nei panni di sé stessa; ha dichiarato diverse volte di essere una fan di Nathan Fillion (protagonista di The Rookie e della serie Castle), perciò, quando il cast di The Rookie è stato ospite all'interno del suo show nel 2022, lei è stata invitata a ricambiare facendo un cameo.
- Ascolti USA: telespettatori 4 780 000[15]

## Ondata di calore
- Titolo originale: Daddy Cop
- Diretto da: Anne Renton
- Scritto da: Fredrick Kotto

### Trama
La città di Los Angeles è nella morsa di un'intensa ondata di caldo che provoca continui blackout, ma fortunatamente la Divisione Mid - Wilshire è dotata di un generatore d'emergenza. Juarez sbaglia la risposta a una domanda postale da Grey e quest'ultimo decide che sarà la sua partner di pattuglia per quel giorno; insieme, sventano una rapina in corso e il sergente, colpito, la assegna al posto di comando. Dopo un po', lei inizia a esserne sopraffatta, scoprendo che in realtà tale compito doveva servire a insegnarle a chiedere aiuto, cosa che lei fa nel momento in cui non riesce a contattare la madre Karla, anche a causa del blackout che ha colpito la sua zona. Quando il generatore d'emergenza alla stazione non si attiva, Nolan e Thorsen smascherano due ragazzi che si stavano fingendo poliziotti per cercare di far uscire un amico di prigione; per avere uno sconto sulla pena, essi forniscono il nome di un trafficante di armi fantasma che Lopez arresta in un'operazione sotto copertura congiunta con la Metropolitan Division. Il trafficante chiede che le accuse a proprio carico siano lasciate cadere in cambio dello smantellamento della produzione di fentanyl che avviene all'interno di un'abitazione; poco prima dell'irruzione, si ha la conferma che vi è anche una bambina e Celina rischia eroicamente la vita per salvarla.
Lucy risponde a una chiamata e rinviene il cadavere di un uomo in un congelatore: l'indagine di Harper rivela che era un artista della truffa che ha raggirato parecchi anziani, e successivamente la pista li porta a una clinica dove si sono verificati diversi decessi di pazienti per avvelenamento da mercurio, e Harper incastra una delle vittime del truffatore, ex infermiera nella medesima clinica. Bradford accompagna Celina a controllare la madre, e mente a quest'ultima assicurandole che la figlia è al sicuro in Centrale poiché svolge soltanto lavoro d'ufficio.
Nel frattempo, Tim ha iniziato il nuovo incarico come sergente di collegamento con il tribunale. Lucy si rende conto che si annoia ed è infelice, perciò intende procurargli un lavoro più eccitante. Lucy, Lopez e Harper con le loro famiglie interrompono la serata romantica di Nolan e Bailey presentandosi alla loro porta perché Nolan è l'unico ad avere un generatore d'emergenza funzionante e l'aria condizionata, finendo per riflettere insieme sullo stratagemma da utilizzare affinché Bradford possa trasferirsi alla Metro. Per raggiungere l'obiettivo, Lucy è costretta a stringere un patto con Smitty: lui convincerà una collega ad andare in pensione, Tim prenderà il suo posto nella Metro, ma Lucy dovrà fare qualcosa per Smitty, ovvero pulire il suo camper. Alla fine, Nolan e Bailey, per sfuggire alla casa affollata, decidono di trascorrere la notte al Four Seasons.
- Guest star: Lisseth Chavez (agente Celina Juarez), Arjay Smith (James Murray), Alysia Reiner (Tenente Pine), Marlene Forte (Karla Juarez), Drew Powell (Eric "Knuckles" Mills), Brandon Black (finto poliziotto Bobby), Veronica Cartwright (Beatrice O' Malley), Brent Huff (agente Quigley Smitty), Kevin McCorkle (Marty), Joel Steingold (Kevin Hicks), Shea Buckner (finto poliziotto Kyle), Zander Hawley (Rodge), Devin McGee (Mitch), Adrienne Lewis (Sharona).
- Ascolti USA: telespettatori 4 370 000[16]

## Sentenza di morte
- Titolo originale: Death Sentence
- Diretto da: Faye Brenner
- Scritto da: Diana Mendez Boucher

### Trama
È il primo giorno di lavoro di Bradford nella Metro, l'unità d'élite del LAPD: nel corso dell'addestramento incontra qualche intoppo e l'inserimento non è facile, ma successivamente dimostra il proprio valore ed è accolto dai nuovi colleghi. Per guadagnare un po' di soldi, Tamara sta facendo la babysitter e si rivolge a Chen quando la madre di Cosmo, il bambino di cui si sta occupando, non rientra a casa e risulta irreperibile. Lopez scopre che è stata rapita a causa dei loschi traffici del marito e l'intervento della Metro consente la sua liberazione. Tamara ammette con Lucy che intende servirsi del denaro per versare la caparra di un appartamento perché non può restare a vivere con lei per sempre, soprattutto se lei e Tim continueranno a stare insieme.
Intanto si verifica una serie di sparatorie contro i vigili del fuoco e le ambulanze dei paramedici della città, e Bailey viene coinvolta in una di queste: Nolan si impegna a individuare il responsabile e lo identifica come Anthony Pickett, un ex pompiere che viene arrestato.
Wesley si scontra duramente con Monica Stevens, l'avvocato che difende Elijah Stone, nello studio del giudice Rivas, riguardo alla richiesta di quest'ultima di escludere un testimone oculare nel processo contro il criminale; egli tenta di convincere il giudice che tale richiesta è un'assurdità ma, pur contro ogni logica, Rivas la approva. Wesley allora inizia a pensare che il giudice si sia lasciato corrompere, e ne parla con Harper. Il giorno successivo si reca nuovamente al Palazzo di Giustizia per affrontare l'uomo, che allude alla verità ma in seguito muore misteriosamente; Wesley sospetta che Stone lo abbia fatto uccidere per proteggere Monica, e la avverte che ora potrebbe prendere di mira lei.
Nel frattempo, Nolan riceve telefonate dalla madre che pretende di essere pagata per non presenziare al matrimonio suo e di Bailey, ma lui non intende cedere ai suoi trucchi. Alla fine dell'episodio, una chiamata da un ospedale lo informa che la madre, precedentemente ricoverata, è morta.
- Guest star: Lisseth Chavez (agente Celina Juarez), Bridget Regan (Monica Stevens), Dylan Conrique (Tamara Colins), Alysia Reiner (Tenente Pine), Benito Martinez (giudice Daniel Rivas), Assaf Cohen (Deon Laetner), Josh Brodis (Gil "Il Mago"), Ian Stanley (Max), Alan Heitz (Ace), Christine Uhebe (Sonia Laetner), Bryan Jordan (Anthony Pickett), Adiya Gauge (Cosmo Laetner), Jesus Trujillo (Swan).
- Ascolti USA: telespettatori 4 770 000[17]

## La truffa
- Titolo originale: The Con
- Diretto da: Bill Roe
- Scritto da: Leland Jay Anderson

### Trama
Lopez si intrufola in casa di Elijah e gli propone un patto: lo aiuterà a eliminare Abril Rodas (che ha assunto il potere precedentemente in mano a "La Fiera" a seguito della morte di quest'ultima e ha Stone nel mirino) in cambio dell'incolumità per la propria famiglia (lo informa infatti della gravidanza per chiarire che non intende avere il bambino in prigione); in realtà l'accordo è parte di un complesso piano elaborato insieme alla sede locale dell'FBI, guidata dall'Agente Speciale Supervisore Matthew Garza, il quale fa anche arrestare Monica (l'avvocato di Elijah) per la corruzione del giudice Rivas e il probabile coinvolgimento nella sua morte. La squadra mira a sfruttare la ragazza di Abril, Daylin Morales, come "esca" per Elijah, e poterlo così finalmente catturare. La sera prevista per l'assassinio della Rodas, tuttavia, Stone e i suoi scagnozzi si ritirano all'ultimo momento a causa di un rumore sospetto (Thorsen inciampa involontariamente in una bottiglia di vetro) e poi, all'insaputa sia del LAPD che dell'FBI, il narcotrafficante incontra Abril offrendole di "entrare in società" insieme. Lopez riferisce al marito Wesley che ora avranno una pattuglia della Polizia di guardia davanti alla loro abitazione ventiquattro ore al giorno (poiché Stone potrebbe volersi vendicare per essere stato raggirato). Wesley prima che Monica venga rilasciata la mette in guardia sul fatto che quando Elijah, non avrà più bisogno di lei o teme che possa tradirlo la eliminerà.
Nel frattempo, Nolan e Bailey volano a Foxburg, in Pennsylvania, città natale di John, per "sistemare gli affari" della madre che è deceduta. Per tutta la vita, ella è stata un'imbrogliona che ha vissuto di truffe e la coppia si trova quindi a doverne fronteggiare i segreti e i loschi traffici, imbattendosi in persone sia poco raccomandabili (spacciatori di droga) che provenienti dal passato (una ex compagna di scuola di Nolan con cui quest'ultimo si era frequentato sentimentalmente per un po', un amico di gioventù diventato Sceriffo della cittadina), finendo persino in uno scontro a fuoco con un gruppo di miliziani. Alla fine, Nolan apprende che la proprietà è stata pignorata dato che la madre non pagava il mutuo da un anno, e, sollevato, se ne torna felicemente a Los Angeles con Bailey.
- Guest star: Britt Robertson (Agente Speciale FBI Laura Stensen), Felix Solis (Agente Speciale Supervisore dell'FBI Matthew Garza), Kevin Zegers (Agente Speciale dell'FBI Brendon Acres), Lisseth Chavez (agente Celina Juarez), Bridget Regan (Monica Stevens), Brandon Jay McLaren (Elijah Stone), Julie Ann Emery (Stacy), Gigi Zumbado (Abril Rodas), Ellen Crawford (Shirley), Drew Rausch (Sceriffo Steve McNeese), Mike Capozzi (Josh Cherry), Nisalda Gonzalez (Daylin Morales), David Bianchi (Wyatt), Daeg Faerch (Decker Conroy), David St. Pierre (Perry Conroy).
- Note. Alla fine dell'episodio compare una schermata con scritto in memoria di Annie Wersching, alla quale esso è dedicato: l'interprete della serial killer Rosalind Dyer è infatti deceduta per un cancro il 29 gennaio 2023. Inoltre, come già accaduto in precedenza, appaiono alcuni degli attori protagonisti dello spinoff The Rookie: Feds.
- Ascolti USA: telespettatori 4 100 000[18]

## Vulnerabilità
- Titolo originale: Exposed
- Diretto da: Ryan Krayser
- Scritto da: Paula Puryear

### Trama
La stazione di Mid - Wilshire lavora con il detective del Dipartimento di Victorville Noah Foster (collega di Chen alla scuola di addestramento per sotto copertura) per impedire a un gruppo di miliziani di utilizzare il sarin per un attentato terroristico in città; quando uno dei soldati viene rinvenuto morto a causa degli effetti del gas, i poliziotti portano la sorella in Centrale per ottenere informazioni, ma lei finge di non sapere nulla. Un successivo controllo sul suo cellulare determina che l'obiettivo è l'Union Station, la principale stazione ferroviaria di Los Angeles: viene dunque predisposto un posto di blocco con strisce chiodate e Harper e Thorsen spingono il furgone che trasporta il gas nervino verso di esso; avendolo bloccato, intimano all'autista di scendere e lo arrestano, poco prima che raggiunga la stazione. Bailey, Juarez e Harper si occupano, insieme al CDC (Centro Controllo Malattie), di rintracciare e mettere in quarantena tre passeggeri sbarcati dalla Nigeria che potrebbero essere stati esposti al virus Ebola e non sono stati fermati all'aeroporto; il terzo impone l'isolamento a un intero autobus. Inoltre, Celina chiede a Nolan di poter accedere al fascicolo sulla morte della sorella (avvenuta quando lei aveva nove anni); inizialmente, lui la dissuade credendo che non sia ancora pronta, ma successivamente si rende conto che il motivo della richiesta è che la sua recluta vorrebbe "dare pace" alla madre (che non esce di casa da cinque anni) e assicurarsi che non siano stati commessi errori, quindi promette che darà lui stesso un'occhiata al dossier e deciderà se mostrarglielo o meno.
Nel frattempo, essendo San Valentino, grande spazio nell'episodio è dedicato alle relazioni sentimentali tra le varie coppie di protagonisti: Nolan e Bailey, Lopez e Wesley, James e Harper, Tim e Lucy. I primi affrontano il primo litigio di coppia dopo che Nolan fa notare alla fidanzata che lei non sa chiedere aiuto. I secondi temono rappresaglie di Elijah, perciò hanno una pattuglia davanti a casa ventiquattro ore al giorno; come ulteriore misura di protezione, Wesley assume una guardia del corpo da un'agenzia di sicurezza privata dando per scontato che sia un uomo. Rimane invece sorpreso scoprendo che si tratta di una donna, anche piuttosto attraente, e ciò scatena una leggera gelosia in Angela (ricevono anche un inquietante regalo del criminale: rose morte brulicanti di insetti contenute in una scatola a forma di cuore).
Harper è infastidita dalla presenza ingombrante della madre di James e dalle attenzioni eccessive che quest'ultima riserva alla piccola Leah (soprattutto da quando James le ha mandato il link del baby monitor); ne parla con Thorsen che le consiglia di coinvolgere maggiormente la donna nella loro vita familiare cosicché non debba essere costretta a spiare la bambina.
Lucy percepisce ostilità da parte di Tim, e più tardi lui ammette che è dovuta all'aver scoperto che c'è lei dietro il proprio trasferimento alla Metro; lei si difende affermando di aver fatto la mossa migliore per lui, perché lo vedeva infelice dietro alla scrivania. Alla fine dell'episodio, lei va nel suo ufficio per scusarsi (di aver agito alle sue spalle, non di averlo fatto trasferire); lui accetta le scuse e le propone di andare a cena, ma prima le dà un regalo che le ha comprato per San Valentino, ovvero una splendida collana, che lei indossa subito.
- Guest star: Lisseth Chavez (agente Celina Juarez), Arjay Smith (James Murray), Felicia Day (dottoressa Morgan), Kyle Schmid (detective Noah Foster), Kyle Davis (Vince Jameson), Preeti Desai (Charlie Bristow), Augie Duke (Raelynn Jameson), Tom Plumley (Kip Sherborn), Lee Simpson (Matthew Northrop), Dani Bryan (ragazza di Matthew), Kondwani Phiri (Robert Betts), Jeff Karr (Phil), Elaine Whae (A. Flora).
- Ascolti USA: telespettatori 4 150 000[19]

## Nemico interno
- Titolo originale: The Enemy Within
- Diretto da: Lanre Olabisi
- Scritto da: Vincent Angell

### Trama
Elijah inizia a mettere in dubbio la lealtà di Monica e la fa rapire dai propri uomini per minacciarla; lei, che era stata arrestata dall'FBI riuscendo però a far annullare le accuse a proprio carico, lo convince di poter "fare il doppio gioco" con il LAPD, che tiene d'occhio Stone sperando di poterlo cogliere in flagrante: quest'ultimo dovrà sfruttarla per infiltrarsi nelle loro indagini, anche se perderà uomini e soldi. Lui accetta, perciò l'avvocatessa si presenta alla stazione Mid - Wilshire fingendo che il narcotrafficante l'abbia picchiata e si offre di condividere i suoi piani di espansione; Harper è scettica, non credendo alla sua buona fede: gli eventi le danno ragione la seconda volta che Monica riferisce loro le mosse di Stone, la squadra infatti deduce presto il vero luogo dell'incontro tra lui e Abril Rodas, con la quale ha stretto un affare illecito. Scaturisce uno scontro a fuoco in cui Elijah sottomette Harper, Lopez arriva in soccorso e gli punta la pistola; lui la schernisce per indurla a premere il grilletto, ma lei non cede e invece lo ferisce. Harper riprende i sensi e le lascia l'arresto, sostenendo che se lo sia meritato. Finalmente in manette, in carcere Stone incontra Oscar Hutchinson. Inoltre, un suo scagnozzo irrompe a casa di Lopez e Wesley (probabilmente con l'intento di uccidere sia quest'ultimo che il piccolo Jackson): la guardia del corpo Charlie Bristow tenta di contrastarlo, ma poi è proprio Wesley a sparargli. In ospedale essendo rimasta ferita nella sparatoria, Monica contatta Abril per offrirle i propri servizi.
Celina vuole accertarsi che non siano stati commessi errori nel caso di rapimento della sorella Blanca, allora Nolan lo riapre e insieme rilevano una discrepanza che li conduce su una nuova pista: un testimone dichiara infatti che Karla, la madre delle sorelle Juarez, era diventata dipendente dagli oppioidi e il giorno del rapimento era uscita per comprarsi una dose, lasciando le figlie sole, e che aveva mentito alla Polizia per non perderle. Celina è sconvolta dalle nuove rivelazioni e accusa la madre dell'accaduto. La donna viene prelevata per un interrogatorio e confessa la verità alla figlia, confermando di aver smesso di assumere sostanze subito dopo essere stata informata della scomparsa di Blanca, per il troppo senso di colpa.
Lucy ha iscritto Bradford, a sua insaputa, nel progetto "Realizza un sogno": Jordy Yates, un bambino di dodici anni malato di cancro, potrà giocare a fare il poliziotto per un giorno. Malgrado gli sforzi dei due, egli non ne sembra molto entusiasta, e anzi li fa preoccupare quando sparisce per ben due volte; la seconda volta, lo trovano seduto a una delle postazioni informatiche, e il piccolo ammette che in realtà non vuole entrare nelle forze dell'ordine, il padre Mark l'ha iscritto al progetto affinché accedesse al sistema della Polizia e togliesse parecchie multe stradali a suo carico. Tim e Lucy convocano l'uomo, il quale spiega di non essere in grado di pagare le contravvenzioni perché il denaro gli serve per le costose cure del figlio, chiedendo loro di non mandarlo in prigione. Bradford non intende infrangere la legge, mentre Lucy prova compassione e lo convince a chiudere un occhio in modo che Mark possa continuare a occuparsi di Jordy.
- Guest star: Lisseth Chavez (agente Celina Juarez), Bridget Regan (Monica Stevens), Brandon Jay McLaren (Elijah Stone), Kanoa Goo (Chris Sanford), Matthew Glave (Oscar Hutchinson), Marlene Forte (Karla Juarez), Preeti Desai (Charlie Bristow), Jaime Paul Gomez (Edwin Guzman), David Bianchi (Wyatt), Nisalda Gonzalez (Daylin Morales), Jake B. Miller (signor Yates), Jaydon Clark (Jordy Yates), Richard Eick (Theo).
- Ascolti USA: telespettatori 4 110 000[20]

## Doppio problema
- Titolo originale: Double Trouble
- Diretto da: Jon Huertas
- Scritto da: Caroline Bible e Glen Mazzara

### Trama
La vicenda si dipana attraverso interviste ai protagonisti, che la raccontano in forma di flashback, realizzate da una troupe che sta girando un documentario. Il sosia di Bradford, Jake "Dim" Butler, viene rilasciato dal Carcere Centrale, ma la detenzione non è servita a fargli cambiare vita: lui e la sua ragazza Sava / "Juicy" (sosia di Lucy) si danno a una nuova ondata di crimini, progettando di trovare lavoro come tuttofare e babysitter presso famiglie facoltose per poi derubarle. Dopo un primo colpo a casa dell'attore e produttore Lance Bass, passano ai coniugi Charles e Camille Baudelaire, che custodiscono una collezione di opere d'arte e oggetti d'antiquariato molto costosi in una stanza segreta della loro villa di Beverly Hills. Successivamente, Sava denuncia la scomparsa di Jake e la squadra si attiva: è Thorsen a rinvenirlo morto in un cassonetto, e poco dopo anche la tata dei Baudelaire viene trovata nella serra. Gli agenti interrogano il precedente tuttofare, il quale ammette di averla uccisa accidentalmente; mentre Sava riceve delle minacce da un trafficante turco, che la CIA collega a una vendita di armi iraniana. Un video girato da Jake e Sava nell'auto rubata di cui si erano impadroniti conduce la squadra all'amica di lei, Lisa Miller, con la quale Jake tradiva la fidanzata; Lisa ha rubato uno storico esemplare di fucile ai Baudelaire e ha ucciso Jake. Nel corso dell'arresto, Nolan viene ferito ma fortunatamente salvato dal giubbotto antiproiettile.
L'intervistatore si mostra particolarmente interessato a Tim e Lucy, dato che il caso coinvolge i loro sosia, e alle loro reazioni alla relazione disfunzionale tra questi ultimi. Alla fine chiede la loro opinione e i due rispondono di percepirsi su un piano differente rispetto a Jake e Sava.
- Guest star: Lance Bass (sé stesso), Lisseth Chavez (agente Celina Juarez), Josh Hopkins (Charles Baudelaire), Cameron Cowperthwaite (Jesse Long), Alexi Hawley (intervistatore), Christine Lakin (Camille Baudelaire), Adam Karst (Emir Sadik), Carmireli Rodriguez (Lisa Miller), Nalini Sharma (Jennifer Lee), Karen Strassman (Eloise Orvis), Jan M. Janssen (agente Jan), Jodi Harris (direttrice del museo), Craig Johnson (agente Smith).
- Nota. Questo episodio è diretto dall'attore Jon Huertas, che è stato co - protagonista della serie Castle, trasmessa dal 2009 al 2016 dalla ABC, accanto a Nathan Fillion. Inoltre, l'intervistatore dell'episodio è interpretato da Alexi Hawley, showrunner sia di Castle che di The Rookie; infine, Eric Winter e Melissa O'Neil, oltre a interpretare i rispettivi ruoli di Tim Bradford e Lucy Chen, recitano anche la parte dei sosia Jake / "Dim" e Sava / "Juicy".
- Ascolti USA: telespettatori 3 950 000[21]

## Un buco nel mondo
- Titolo originale: A Hole in the World
- Diretto da: T.K. Shom
- Scritto da: Brynn Malone

### Trama
Nel giorno dell'anniversario del rapimento di Blanca, Celina fa visita alla sua tomba; mentre Lopez informa Nolan che quel caso rientra in uno schema di altri risalenti ad anni prima, anch'essi avvenuti lo stesso giorno e in cui i genitori delle bambine (tutte di sei anni, la medesima età di Blanca) avevano tutti un passato di tossicodipendenza. Nolan e Celina rispondono a una chiamata riguardo alla scomparsa di un'altra bambina, Olivia Vargas, pensando immediatamente che il responsabile sia sempre lo stesso. Tutte le forze disponibili convergono alla casa per iniziare le ricerche e si presenta anche l'agente Joel Chambers, tra i primi ad aver partecipato a quelle per Blanca e colui che è stato accanto a Celina e alla madre (nonché la ragione che ha spinto la giovane a voler diventare poliziotta) in quel periodo, e rende Nolan sospettoso nei suoi confronti, sebbene la sua recluta invece, che ne ha piena fiducia, non lo ritenga capace d compiere rapimenti. Grey tenta di capire se qualcosa sia stato tralasciato o omesso dal fascicolo su Blanca, e l'indagine poi conduce la squadra a un molestatore sessuale seriale, che tuttavia non sono in grado di collegare al caso attuale. Harper chiede a Chambers dettagli sul rapimento di Blanca per verificare il suo ruolo nella vicenda e scopre che ha mentito, e ciò aumenta i sospetti contro di lui; lo rilasciano facendolo pedinare, ma lui utilizza le proprie abilità investigative per seminarli. Chen individua un edificio da cui Chambers ha fatto sgomberare alcuni abusivi ad appena un paio di chilometri dall'abitazione dei Vargas. La squadra circonda il luogo e tenta di convincere l'agente a liberare Olivia (ormai è chiaro che l'ha rapita), ma nel momento in cui si preparano a irrompere, egli solleva la pistola contro Bradford che è costretto a sparargli uccidendolo. Celina resta scossa ma almeno la piccola è salva. Emerge che Chambers ha preso le bambine per proteggerle e dare loro la stabilità che, secondo lui, i genitori erano incapaci di fornire a causa della tossicodipendenza. Nolan e Celina accompagnano la madre di quest'ultima sulla tomba di Blanca: Celina dice di non percepire più la presenza della sorella lì, pensando che se ne sia andata perché ora non ha più bisogno di lei; la madre chiede scusa alla figlia per aver permesso che le facessero del male. Celina le dice che spera riuscirà a perdonare sé stessa, ma che nel frattempo lei la perdona.
Tim deve svolgere un colloquio con gli Affari Interni per via della sparatoria, e Lucy si offre di aiutarlo a superare l'accaduto; in cambio, quando lui rientra sfinito nel suo appartamento e la trova ancora sveglia, seduta al bancone tra appunti e manuali, lui le offre aiuto per studiare per l'esame da detective. Dopo la lunga giornata, Nolan vorrebbe guardare le nuove puntate di The Bachelor insieme a Bailey per rilassarsi, ma la trova addormentata sul divano.
- Guest star: Lisseth Chavez (agente Celina Juarez), Marlene Forte (Karla Juarez), Don McManus (Joel Chambers), Henri Lubatti (Drew Heslov), Colleen Foy (madre di Olivia), Miguel Perez (detective Dave Delgado), Brent Huff (agente Quigley Smitty), Diana Atai (agente della Metro), Vivian Stein (Olivia Vargas).
- Ascolti USA: telespettatori 4 470 000[22]

## Dinamiche sospette
- Titolo originale: S.T.R.
- Diretto da: Chi-Yoon Chung
- Scritto da: Natalie Callaghan

### Trama
Isabel, l'ex moglie di Bradford, lo contatta chiedendogli aiuto per rintracciare una ragazza scomparsa, Dara Teska, della quale si era presa cura durante un incarico sotto copertura otto anni prima; la giovane, ora diciottenne, infatti, le ha lasciato un messaggio allarmante. È figlia di Frank Teska, un trafficante dedito a qualunque genere di affari che la stessa Isabel aveva fatto arrestare. Il padre sta per uscire di prigione e dall'interrogatorio allo zio Ed emerge chiaramente che le dinamiche familiari non sono idilliache. Insieme a Chen, si intuisce che Dara si è nascosta in un motel sulla spiaggia in cui Isabel la portava per tenerla al sicuro; le due sono costrette a rivelarle le proprie identità di poliziotte per sfuggire ai sicari che irrompono sparando, mandati da Ed che intende anche eliminare Frank. Dopo averla trasportata in Centrale, giunge la notizia che il cadavere dello zio è stato rinvenuto in un vicolo. Isabel promette a Dara di restare in contatto, e quest'ultima la ringrazia per averla salvata. Inizialmente, la ricomparsa di Isabel mette a disagio Lucy, che, stuzzicata da Tamara, ammette che rivederla è strano dato che è stata importante per Tim. Tamara decide di scavare per verificare se la donna potrebbe rappresentare un ostacolo per la relazione tra lei e Tim, scoprendo che attualmente è single, collabora con una rete di supporto a Santa Fe e si sta laureando in Servizio Sociale, ma Lucy è certa che Tim abbia chiuso con quella parte del proprio passato. In auto davanti al motel, Isabel si mostra invece cordiale e amichevole sia con Bradford quando ricordano il periodo del loro matrimonio, sia con Lucy quando questa le chiede consigli per il lavoro sotto copertura: Isabel spiega di essersi resa conto che le missioni di questo tipo logorano le relazioni, se però Lucy maturerà consapevolezza ed è disposta a correre rischi la sua esperienza sarà differente. Inoltre, dice a Bradford di essere sorpresa che nonostante tutto ciò che è accaduto tra loro lui frequenti un'altra poliziotta, lui le dà ragione aggiungendo comunque che Lucy è diversa.
Il Sergente Grey assegna a Thorsen il compito di assistere Lopez per l'intera giornata, poiché quest'ultima si rifiuta di iniziare il congedo di maternità prima di due settimane, avendo troppi casi aperti, e sfrutta gli effetti collaterali della gravidanza per far confessare a un uomo di aver aggredito il datore di lavoro con una mazza. Alla fine, Grey le ordina di andarsene a casa e rimanervi finché il bambino non sarà nato.
Nolan e Harper devono occuparsi del cacciatore di taglie Randy, loro conoscenza, dopo che egli si imbatte in un cadavere a seguito di un'effrazione; la vittima aveva precedenti per aver tormentato online degli utenti, su cui a Randy era stato chiesto di investigare. La sua costante interferenza nell'indagine e la sua incredibile capacità di cacciarsi nei guai costringono i due a portarselo dietro, rendendolo molto eccitato; alla fine, proprio lui deduce che un suo amico lo sta minacciando attraverso messaggi con emoji e decide di fare da esca in modo da consentire a Harper e Nolan di arrestarlo.
Nel frattempo, Libby, un'amica del college di Bailey, arriva in visita fermandosi a dormire da lei e Nolan e ogni sera la trascina in giro per i locali di Los Angeles tentando di rivivere gli anni universitari ubriacandosi e di ignorare i propri problemi; tutto culmina in un incontro con un uomo che Libby ha conosciuto online ma che si rivela inaffidabile. Bailey viene arrestata per ubriachezza molesta avendogli dato un pugno mentre l'amica è scappata. Al termine dell'episodio, Libby decide di tornare a casa, non prima di accusare Bailey di essere un'alcolista, sia per continuare a evitare di riconoscere sé stessa in quanto tale, sia per evitare di assumersi le proprie responsabilità per le recenti azioni.
- Guest star: Flula Borg ("Skip Tracer" Randy), Bridget Regan (Monica Stevens), Mircea Monroe (Isabel Bradford), Dylan Conrique (Tamara Colins), Casey Biggs (Ed Teska), Lesli Margherita (Libby), Alison Thornton (Dara Teska), Brandon Keener (Brian Cole), Brent Huff (agente Quigley Smitty), Juan Alfonso (signor Hayden), Sean Anthony Baker (detective Scanlon), Michael Rooker (Frank Teska), Jan M. Janssen (agente Jan).
- Ascolti USA: telespettatori 3 610 000[23]

## Copertura rischiosa
- Titolo originale: Going Under
- Diretto da: Anne Renton
- Scritto da: Alexi Hawley e Brynn Malone

### Trama
Lucy si infiltra sotto copertura, per una settimana, come agente di vendite in un'azienda che produce plastica per attirare l'interesse di Frank Tesca (il trafficante apparso nell'episodio precedente) a seguito della sua uscita di prigione. La stazione di Mid - Wilshire determina che il nuovo affare del suo gruppo riguarda le armi fantasma, di una categoria particolarmente all'avanguardia in quanto estremamente precise e irrilevabili dai metal detector poiché realizzate per mezzo di una stampante 3D. Appena l'uomo la avvicina, le chiede di accettare denaro come pagamento per i prodotti dell'azienda; egli apprende che la banda del fratello, che lui ha fatto assassinare, gli sta dando la caccia, e anche che alcuni dei propri complici lo hanno tradito. Dopo una sparatoria da un'auto in corsa, Teska deduce che dietro vi sia uno stretto collaboratore, ma Lucy gli impedisce di ucciderlo mentre Bradford e la Polizia raggiungono la loro posizione. Frank riconosce di aver perso il controllo sui propri uomini ed esprime il desiderio di riconciliarsi con la figlia, ricevendo incoraggiamento da Lucy. Tim si mostra preoccupato per lei, ma allo stesso tempo ne ha fiducia.
Nel frattempo, Thorsen aiuta Lopez, a casa in maternità, nei suoi casi: l'interrogatorio del riluttante testimone di una rapina conduce a un veicolo con all'interno un cadavere e a un'officina losca. Aaron è in grado di risolvere sia questo caso, acquisendo il DNA del sospettato, che altri sette a esso collegati.
Harper, Nolan e Juarez si occupano di un caso irrisolto in cui vengono rinvenuti prima il busto poi la gamba di una vittima maschile; successivamente spunta anche un braccio. Una volta identificato, gli agenti parlano con due amici del giovane, che si rivelano i colpevoli: un filmato conferma infatti che lo hanno accidentalmente ucciso mentre si allenavano in un poligono di tiro, sparando con una mitragliatrice calibro 50; spaventati, hanno fatto a pezzi il corpo e nascosto le parti in luoghi differenti. Celina si è iscritta a una app di appuntamenti e nel corso dell'indagine conosce un ragazzo, padrone del cane che ha scovato la gamba, che la invita a uscire; lei chiede consiglio a Nolan e alla fine accetta.
Al termine dell'episodio, Lucy rivela a Tim che il lavoro sotto copertura le piace e che vorrebbe continuare a svolgerlo: non teme di non esserne all'altezza, teme che lui non possa sopportarlo dopo tutto ciò che è accaduto con Isabel; lui la rassicura dicendole che ce la farà.
- Guest star: Lisseth Chavez (agente Celina Juarez), Niecy Nash - Betts (Agente Speciale dell'FBI Simone Clark), Ben Levin (Scott), Bob Glouberman (Larry Ellis), Brent Huff (agente Quigley Smitty), Nick Alvarez (Mark), Rebecca Metz (medico legale), David J. Castillo (signor Perry), Michael Rooker (Frank Teska), Jan M. Janssen (agente Jan), Andrew Tippie (Hank), Palma Lawrence Reed (Delores).
- Ascolti USA: telespettatori 3 550 000[24]

## Sotto assedio
- Titolo originale: Under Siege
- Diretto da: Bill Roe
- Scritto da: Alexi Hawley

### Trama
Thorsen e Juarez cadono in un'imboscata mentre verificano un rumore sospetto in un vicolo buio, venendo aggrediti da individui mascherati e feriti gravemente; Celina prova a soccorrere l'amico, in una pozza di sangue, e prima di perdere i sensi riesce a chiamare il 911. Prima di fuggire, uno degli assalitori le sussurra un indovinello raccomandandole di ricordarlo. In ospedale (dove si trovano anche Lopez e Wesley poiché ad Angela si sono rotte le acque), lei lo riferisce a Nolan che inizialmente pensa possa averlo immaginato dato che ha subìto una commozione cerebrale, comunque lo registra sul cellulare per poterlo riascoltare. Thorsen intanto è in condizioni molto critiche, ha perso parecchio sangue e lotta tra la vita e la morte. La stazione di Mid - Wilshire viene posta in stato di massima allerta e la squadra tenta di scoprire i motivi dell'attacco, che si rivela solo il primo di una serie coordinata quando anche Nolan e Bailey vengono aggrediti in casa di lui e la figlia di Harper e James temporaneamente rapita dalla culla (la ritrovano quasi subito dietro un cespuglio). Diventa chiaro che il gruppo è formato da mercenari professionisti. In attesa delle contrazioni, Lopez si offre di studiare l'indovinello per interpretarlo, e a lei si uniscono Wesley e Luna, la moglie di Grey. La descrizione delle spaventose maschere degli assalitori le fa risalire alla rappresentazione teatrale, di molti anni prima, di un'opera che parla di vendetta. La Polizia revisiona tutti i precedenti casi controversi per cui qualcuno potrebbe avercela con loro, identificando un uomo che poi trovano morto nella sua abitazione programmata per esplodere. Tim e Lucy fanno visita a Luke Moran, che lo aveva incontrato in prigione: altri uomini mascherati ed equipaggiati con scudi li inseguono, venendo neutralizzati grazie all'arrivo dei rinforzi. Moran, circondato, viene ucciso. L'ultima scena dell'episodio mostra un personaggio misterioso (probabilmente colui che "tiene le fila" dell'intero piano) in auto con altri due che elogia il fatto che Moran sia servito a "distrarre" le forze dell'ordine dal vero obiettivo e afferma che nel momento in cui se ne renderanno conto, loro saranno già lontani.
Nel frattempo, Angela partorisce una bambina (della quale però non viene rivelato il nome), Celina si riprende sufficientemente per potersi alzare, e nella stanza di Aaron scatta un "codice blu" facendo temere il peggio.
- Guest star: Lisseth Chavez (agente Celina Juarez), Angel Parker (Luna Grey), Arjay Smith (James Murray), Paul Schackman (dottor Vance), Chet Grissom (Luke Moran), Hans Obma (Hamza Young), Crystal Coney (infermiera Lisa), Morgana Wise (infermiera Morgan), Jan M. Janssen (agente Jan), Danielle Juliet Ma (dottoressa Schneider), Michelle Carmichael (dottoressa Lewis).
- Ascolti USA: telespettatori 4 330 000[25]